# Matteo Draperi
Matteo Draperi, nacido el 17 de enero de 1991 en Cuneo, es un ciclista italiano, miembro del equipo Sangemini-MG.Kvis.

## Palmarés
- Aun no ha conseguido ninguna victoria como profesional